# 丸東産業
丸東産業株式会社（まるとうさんぎょう、 英: Maruto Sangyo Co., Ltd.）は、福岡県小郡市に本社を置く包装用フィルムなどを製造する会社である。久光製薬と凸版印刷の持分法適用関連会社である。

## 沿革
- 1947年 - 福岡市に株式会社丸東商会を設立。
- 1961年 - 丸東工業株式会社を吸収合併し、現社名に変更。
- 1994年7月7日 - 福岡証券取引所に上場。
- 1999年 - 小郡市に本社移転。
- 2003年 - 久光製薬、凸版印刷、三井物産と提携。

## 事業所
- 本社/福岡工場 - 福岡県小郡市
- デザイン企画G東京 - 東京都墨田区